# Gestièrs
Gestièrs (francès Gestiès) és un municipi francès del departament de l'Arieja i la regió d'Occitània.